# Rhyparus magnus
Rhyparus magnus är en skalbaggsart som beskrevs av Schmidt 1911. Rhyparus magnus ingår i släktet Rhyparus och familjen Aphodiidae. Inga underarter finns listade i Catalogue of Life.